# Włocławek
Włocławek è una città della Polonia centrale sul fiume Vistola.
Si trova nel voivodato della Cuiavia-Pomerania, e fino al 1999 era capoluogo del voivodato di Włocławek.

## Storia
Il nome latino di Włocławek è Vladislavia; la sua diocesi, in Cuiavia, fu menzionata per la prima volta in una bolla pontificia emessa da Eugenio III nel 1148.
Il primo vescovo di Włocławek fu Warner (presumibilmente tedesco), il cui nome appare nella citata bolla, seguito da Onoldius d'Italia.
La diocesi era anche chiamata Vladislaviensis et Pomeraniae perché estendeva la sua giurisdizione anche alla Pomerania.
Il nome potrebbe derivare da Władysław, nome dei re Ladislao II Jagellone, suo nonno Ladislao I e Ladislao II di Boemia. 
Dal 1939 al 1945 la città fu parte del Terzo Reich con il nome di Leslau, esonimo tedesco risalente al Medioevo oggi decaduto. Subito dopo l'occupazione, l'intera popolazione ebraica della città (circa 10.000 persone, ovvero il 20% degli abitanti) fu rinchiusa in un ghetto, soggetta a eccidi e deportazioni, fino alla sua totale liquidazione il 24 aprile 1942.

## Sport

### Team
In città ha sede la squadra di pallacanestro dello Klub Koszykówki Włocławek

### Impianti
Palazzo dello sport di Hala Mistrzów